# Военно-патриотический музей Московской области

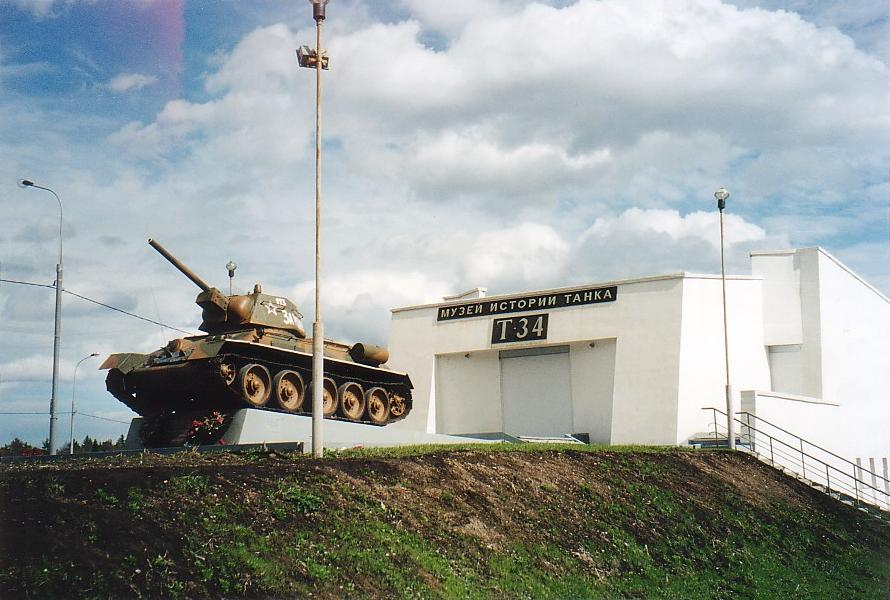
На пьедестале — танк Т-34 выпуска 1942 года

Военно-патриотический музей Московской области (ранее — Музейно-мемориальный комплекс «История танка Т-34») — единственный в мире военно-исторический музей, посвящённый целиком конкретному образцу вооружения и военной техники, легендарной боевой машине XX века — среднему танку Т-34.
Основатель музея — Л. Н. Васильева (Кучеренко), дочь советского инженера-конструктора, танкостроителя Н. А. Кучеренко. Дата открытия музея — 6 декабря 2001 года. В 1941 году в этот день с Лобненского рубежа началось контрнаступление советских войск в битве под Москвой.

## История создания
По сведениям на официальном сайте музея, в 1976 году писательница и поэтесса Л. Н. Васильева (Кучеренко), дочь советского инженера-конструктора, танкостроителя Н. А. Кучеренко, принимавшего участие в конструировании танка Т-34, пообещала отцу перед его смертью написать книгу о создании этой боевой машины. Спустя 7 лет, в 1983 году, в результате долгих поисков и многочисленных встреч с ветеранами-танкостроителями и танкистами, был опубликован её роман-воспоминание «Книга об отце». Роман вызвал большой резонанс среди людей, так или иначе причастных к танку Т-34: Лариса Николаевна получила большое количество откликов и писем с воспоминаниями, фотографиями и документами.
Увидев собранные материалы, писатель, директор Государственного музея-заповедника А. С. Пушкина «Михайловское» С. С. Гейченко посоветовал Ларисе Николаевне организовать музей.
2 мая 1985 года первых посетителей принял неформальный музей, созданный Л. Н. Васильевой на 26 квадратных метрах своей дачи. Вскоре музей обрёл известность, в том числе и за пределами СССР. Лариса Николаевна стала получать всё больше новых писем, коллекция любительского музея существенно пополнилась.
На одной из встреч с Е. С. Катуковой, вдовой дважды Героя Советского Союза маршала бронетанковых войск М. Е. Катукова, возникла идея организовать официальный музей истории танка Т-34. В 2000 году Л. Н. Васильева обратилась к мэру Москвы Ю. М. Лужкову и губернатору Московской области Б. В. Громову с просьбой о создании такого музея. При их поддержке музей был вскоре построен и открыт 6 декабря 2001 года. В этот день в 1941 году на Лобненском рубеже началось контрнаступление советских войск в Битве под Москвой. Л. Н. Васильева стала президентом музея, созданного в качестве муниципального учреждения культуры города Лобни.
Свой вклад в первоначальную экспозицию музея внесли также государственные и муниципальные органы, предприятия и общественные организации Москвы, Лобни, Долгопрудного, Мытищ, Нижнего Тагила, Харькова, а также Главное автобронетанковое управление Министерства обороны Российской Федерации.
В течение нескольких лет музей приобрёл известность и стал местом проведения различных официальных военно-исторических и мемориальных мероприятий Правительства Москвы и Правительства Московской области. Музей посещали дипломаты, иностранные делегации, а также студенты и школьники из различных регионов России и стран СНГ.
В 2005 году изменился состав учредителей и статус музея. Помимо администрации города Лобни, его соучредителями стали Департамент культуры города Москвы (от имени Правительства Москвы), Министерство культуры Московской области (от имени Правительства Московской области) и Региональная культурно-просветительская общественная организация «Атлантида-XXI век». В 2011 году музей стал Государственным бюджетным учреждением культуры столицы с единственным учредителем — городом Москвой в лице его Департамента культуры.
В 2014—2015 годах музей планировалось реконструировать. По замыслу авторов проекта, он должен превратиться в музейно-мемориальный комплекс с современным оборудованием, в новом здании, с автомобильной стоянкой и транспортной развязкой для заезда и выезда автотранспорта на Стародмитровское шоссе. Победителем конкурса на архитектурный проект нового здания стало ГУП «Моспроект-2». Завершение работ предполагалось в 2015 году.

## Экспозиция

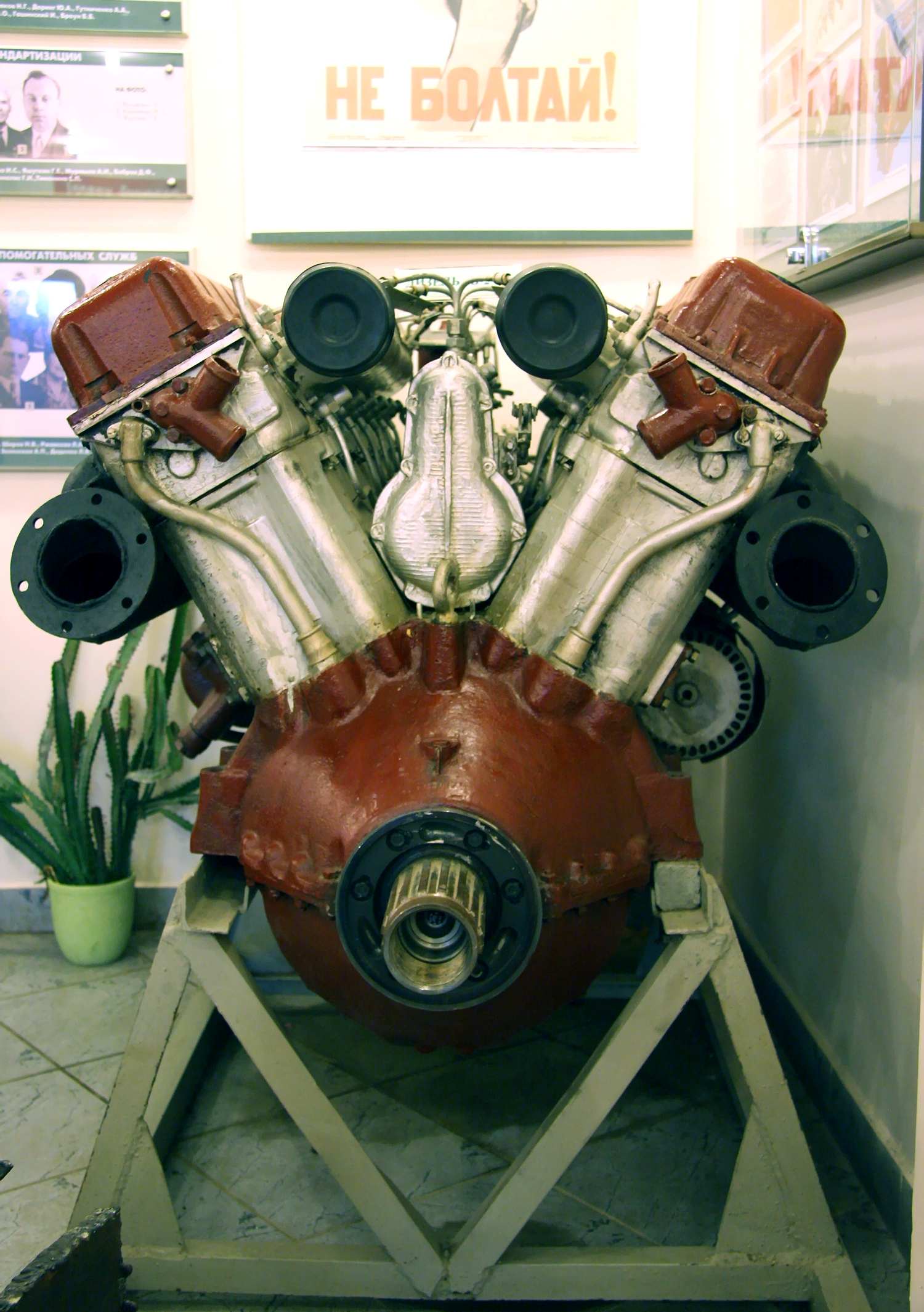
Дизельный двигатель V-2 танка Т-34

В музее собраны материалы о деятельности конструкторских групп и отдельных личностей, которые раскрывают историю создания советского среднего танка Т-34. Представлены документы и личные вещи конструкторов, создавших эту боевую машину и долгие годы остававшихся засекреченными (Михаил Кошкин, Александр Морозов, Николай Кучеренко, Евгений Патон и другие), героев-танкистов, воевавших на «тридцатьчётверке», а также представлены истории их подвигов в годы Великой Отечественной и Второй мировой войн. Впервые освещена тема стратегической роли Т-34 в Московской битве, собраны многочисленные высказывания об этой боевой машине и её роли в Великой Отечественной войне. Кроме того, на музейных стендах приведены сравнительные характеристики средних танков разных стран того времени, подробно рассмотрено развитие танка Т-34 и его модификаций, а также «география» Т-34, воевавшего в разных странах мира. Мультимедийная экспозиция посвящена рекордам Т-34.
Экспозиция музейного комплекса размещена в здании и на открытой площадке. Экспозиция первого этажа посвящена истории создания и развития танка Т-34. На втором этаже — тематическая экспозиция о боевом применении «тридцатьчетвёрок» в годы Великой Отечественной войны и в локальных конфликтах XX века: диорама, изобразительные полотна и художественные макеты с изображением танковых сражений, макеты танков, находки поисковиков и краеведов — фрагменты танка Т-34, документы и личные вещи танкистов.
На открытой площадке установлены восемь танков — «внуков» и «правнуков» Т-34, а также самоходная артиллерийская установка СУ-100, созданная на базе «тридцатьчетвёрки». Специальный «танк для любознательных» оборудован лестничным трапом для удобного подъёма детей. Макет колёсного танка Н. Лебеденко позволяет воочию представить масштаб «царь-танка».
На территории музея располагается мемориальная площадка, где установлен памятный знак-крест за авторством Петра Герасимова и звонница, сооружённая из конструкций, символизирующих отдельные элементы танка и его вооружения. Кроме того, в Подмосковье Дмитровское направление — исконно «танковое». В этих краях жил и работал один из первых русских изобретателей танка В. Д. Менделеев (сын Д. И. Менделеева). На лесной поляне под Дмитровом испытывался в 1917 году первый русский тяжёлый танк Н. Н. Лебеденко. В дачных посёлках этих мест после Великой Отечественной войны жили знаменитые танкисты и танкостроители: М. Е. Катуков, П. А. Ротмистров, В. М. Баданов, А. А. Бурдейный, Н. А. Кучеренко, А. М. Парчинский, П. С. Антонов, С. А. Иванов и др.
Всего, по состоянию на 1 января 2020 года, музей располагает 2147 единицами хранения, из них 1003 предметов основного фонда. Наиболее ценные (уникальные) коллекции: диорама, изобразительные полотна и художественные макеты с изображением танковых сражений, образцы различных танков и макеты танков, а также находки поисковиков и краеведов — фрагменты танка Т-34. Экспозиционно-выставочная площадь музея — 166,5 м², парковая — 1,4 га.

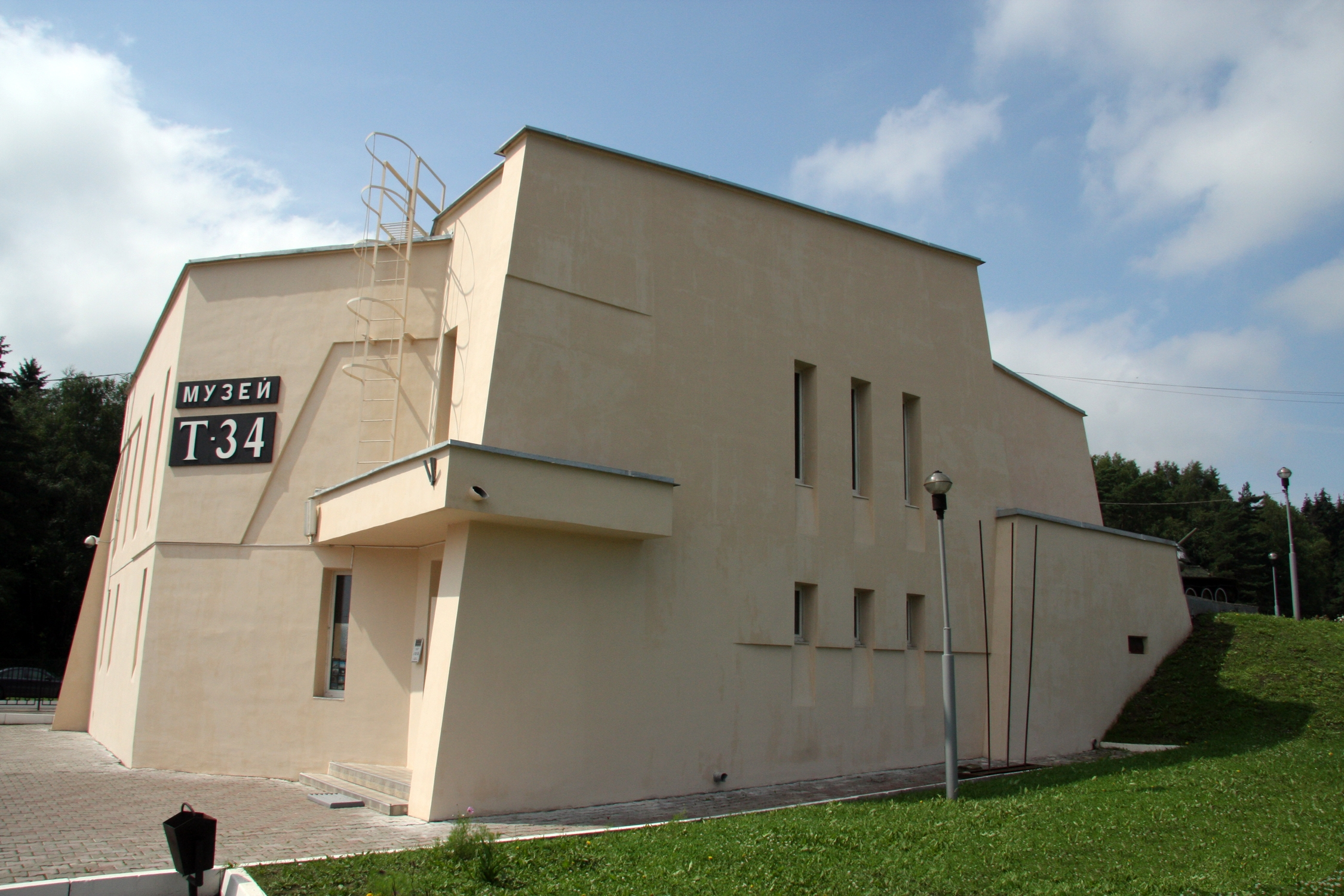
Музейно-мемориальный комплекс «История танка Т-34», 2008
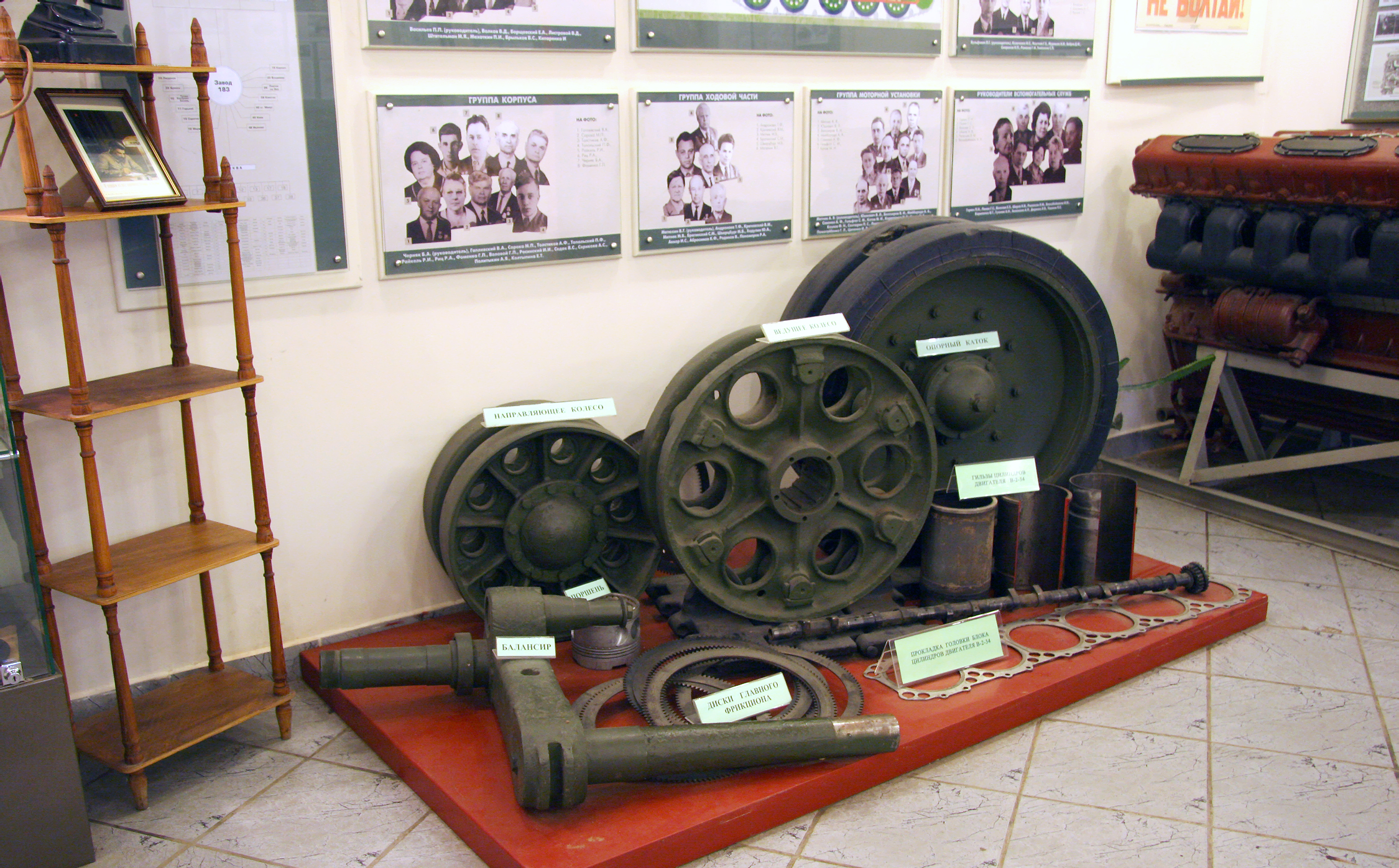
Фрагмент внутренней экспозиция музея
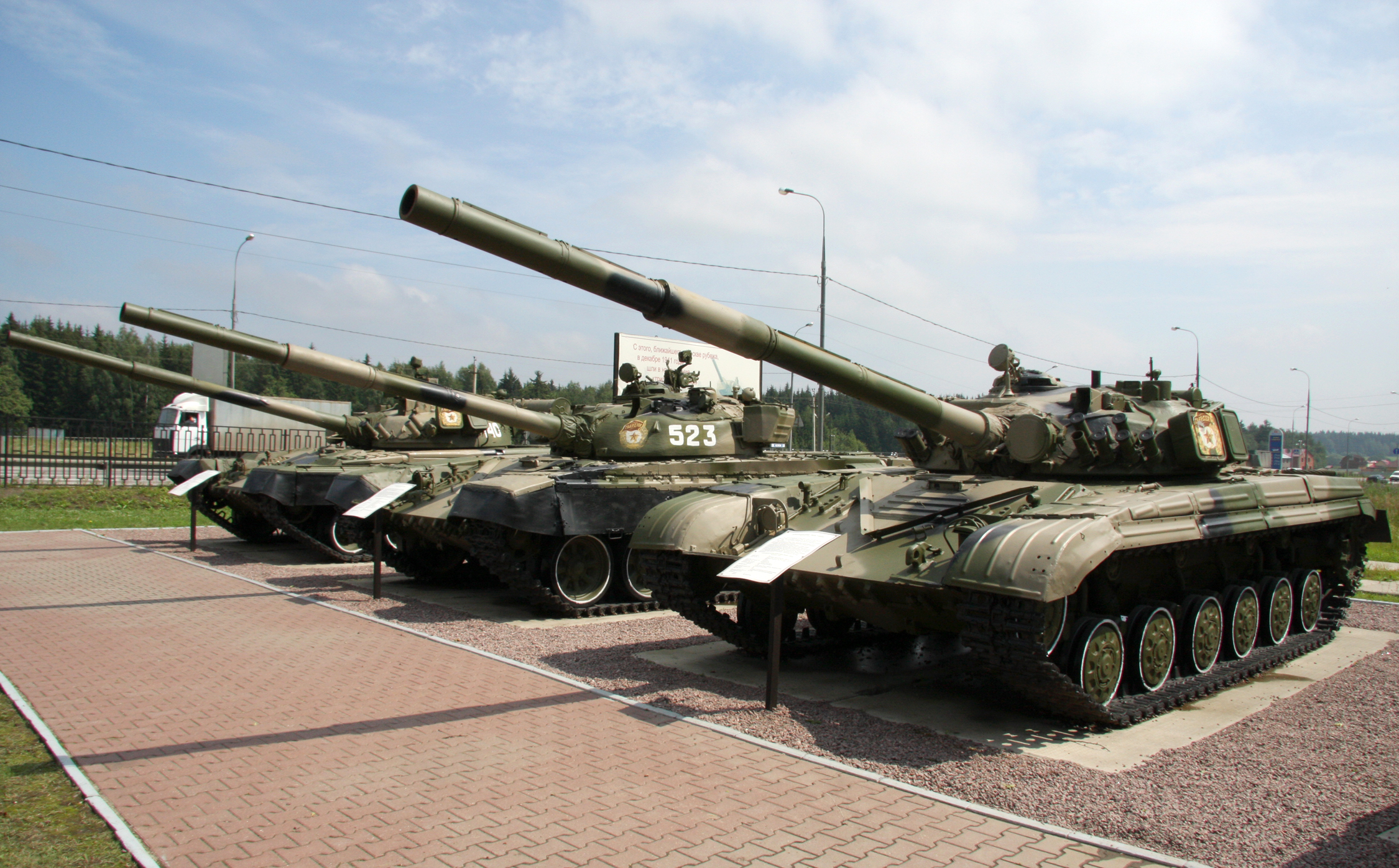
Фрагмент экспозиции на открытой площадке
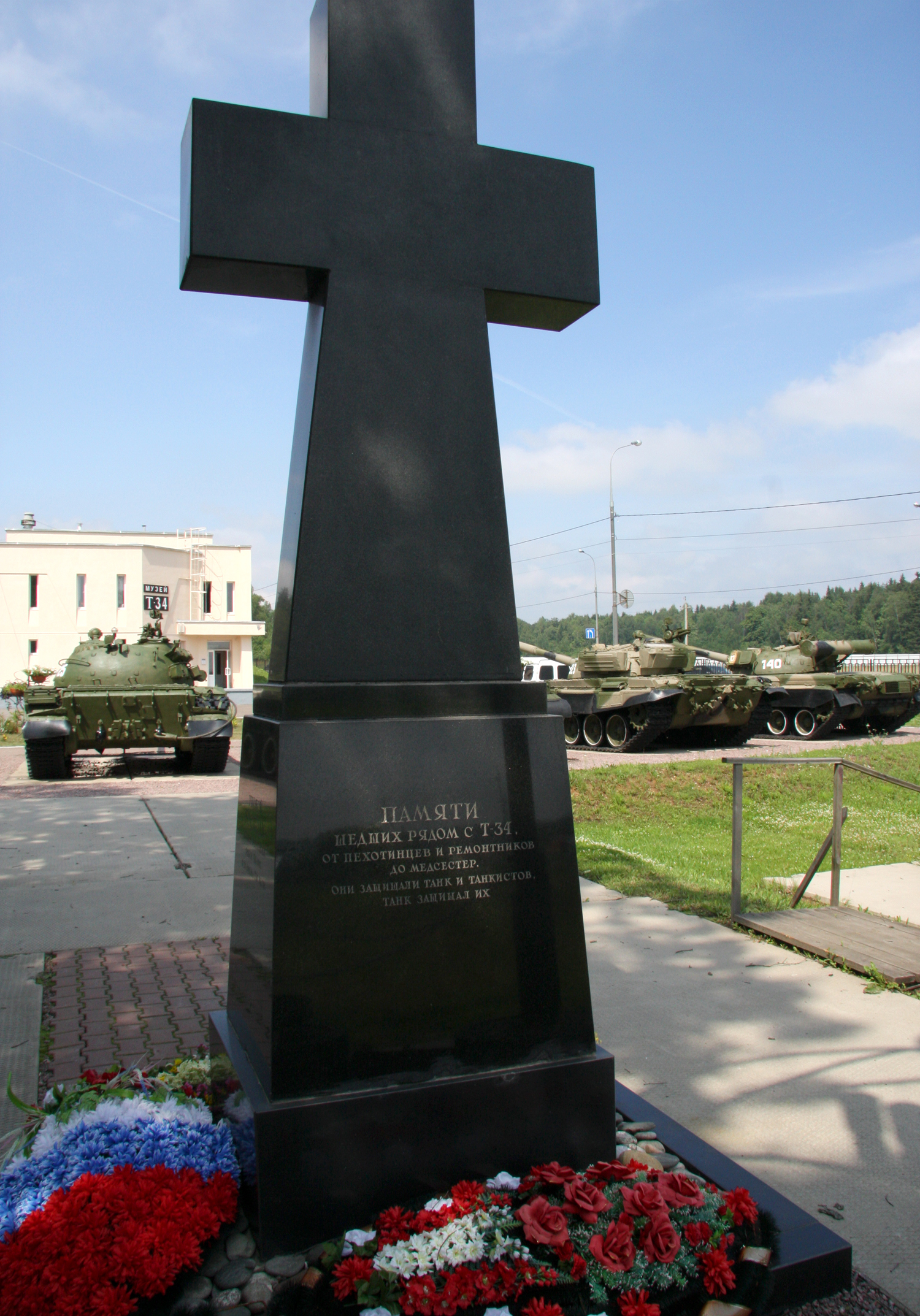
Памятный знак-крест

## Сотрудники музейно-мемориального комплекса
Директор музея — Г. И. Панькин.
Всего, по состоянию на 01-01-2020, в музее работали 27 сотрудников, из них 3 — научные работники.

## Издания, выпущенные музеем
- Электронный документально-исторический сборник музейно-мемориального комплекса «История танка Т-34». Выпуски 1—10, 2012—2019.
- Васильев Г. О., Станков В. В. «Тридцатьчетвёрка» на пьедесталах Москвы и Московии: Исторический экскурс. — М.: Бослен, 2015. — 96 с. — 1000 экз. — ISBN 978-5-91187-241-0.
- Желтов И. Г., Макаров А. Ю. А-34. Рождение «тридцатьчетверки». — М.: Тактикал Пресс, 2014. — 286 с. — ISBN 978-5-906074-19-5.
- Васильева Л. Н., Желтов И. Г. В прицеле — Прохоровка. — М. [и др.]: Константа, 2013. — Т. 1. — 448 с. — 1000 экз. — ISBN 978-5-9786-0272-2.
- Васильева Л. Н., Желтов И. Г. В прицеле — Прохоровка. — М. [и др.]: Константа, 2013. — Т. 2. — 652 с. — 1000 экз. — ISBN 978-5-9786-0273-9.
- «Танки Второй мировой войны» (научно-популярный фильм (2 серии), авторы сценария А. Кулясов, И. Желтов) — студия «Крылья России» (правообладатель и производитель) — 2013
- Музейно-мемориальный комплекс «История танка Т-34». Буклет-путеводитель на русском и английском языках — 2012
- Последний рубеж. Полшага до Москвы (Хронология событий в документах) — 2011
- Александр Морозов: уникальные документы, фотографии, факты, воспоминания — 2009
- Михаил Кошкин: уникальные документы, фотографии, факты, воспоминания — 2008
- Документально-исторический сборник музейного комплекса «История танка Т-34» — 2008[1]

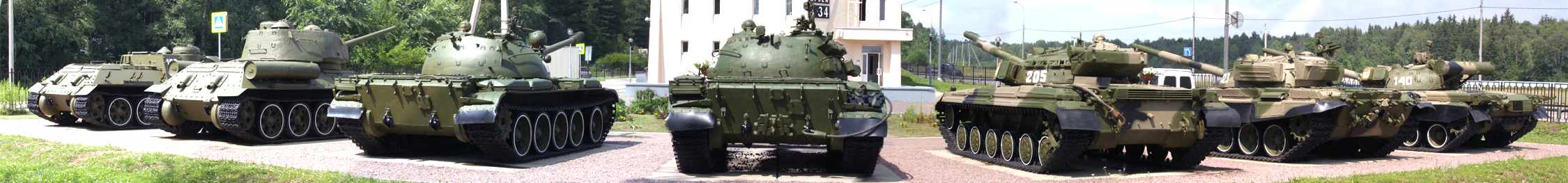
«Внуки» и «правнуки» среднего танка Т-34 на музейной площадке